# 杉本行雄
杉本 行雄（すぎもと ゆきお、1914年（大正3年）2月28日 - 2003年（平成15年）9月12日）は、日本の実業家。古牧温泉渋沢公園、十和田観光開発、十和田湖バスターミナル各社長。
国立公園協会理事、日本自然保護協会東北支部副支部長、十和田商工会議所会頭。
成城大学学長の杉本義行は四男。

## 来歴・人物
杉本恒蔵・はるの四男として、静岡県田方郡伊豆町に生まれる。3歳で父親と死別。行商の母親に育てられ、尋常小学校を卒業後、一時期、サハリン・泊居の太栄炭山で働き、1929年に郷古潔ついで渋沢栄一の書生となる。1935年中央大学法科を2年で中退した。
その後、栄一から家督継承した渋沢敬三（栄一の嫡孫）の秘書を経て、渋沢子爵執事を務める。
敬三の命を受け、1946年に渋沢家の農場があった青森県三本木町（現：十和田市）に移住。製材業を始め、1951年に十和田開発（後の古牧温泉渋沢公園）を起こす。また同年には十和田観光電鉄取締役となり、1957年4月社長に就任するが、1969年、同社労働組合が私鉄総連加盟を巡って、約70日に及ぶストライキを打ち、収拾につかれた杉本は、十鉄株を国際興業を率いる小佐野賢治に譲渡し、社長を辞任した。これに先立ち、1952年に　十和田商工会議所会頭に推される。
以後は、十和田観光開発古牧温泉渋沢公園社長として、十和田湖グランドホテル、十和田湖ターミナル、奥入瀬渓流観光グランドセンター、奥入瀬渓流グランドホテル・同温泉ホテル、焼山温泉グランドホテル・同青山荘南八甲田谷地温泉、三沢古牧温泉渋沢公園古牧グランドホテル等や、十和田科学博物館、小川原湖民俗博物館も創設し、「北のホテル王」の名をほしいままにしたが、暮らしぶりは質素で偉ぶることはなかった。
2003年9月12日未明、JR三沢駅構内で事故死（自死とも）。89歳没。親交のあった作家の瀬戸内寂聴は告別式の弔事で「ただ一人相談できる方を失った」と嘆いた。
なお、古牧温泉は経営拡大路線に乗じて、バブル期に金融機関から40億円借金して建設した「奥入瀬渓流第二ホテル」が、投資に見合った利益が上がらず、2003年に杉本が死亡したことも重なり、長引く景気低迷に勝てず、2004年11月、民事再生法の適用を申請。経営破綻した。負債総額は古牧温泉渋沢公園が130億円、子会社の十和田観光開発が90億円。また杉本は、大蔵省から払い下げを受け、東京三田の旧渋沢邸（旧渋沢家住宅）の内閣六省共用会議所を、1991年に古牧温泉渋沢公園内に移築したが、経営破綻後、清水建設が買い取ることになり、東京潮見の新たな研究開発拠点内に移築され、2025年に一般公開を予定する。
趣味は書道。宗教は曹洞宗。

## 家族
- 妻・花江
- 長男・正行（中央大学経済学部卒、古牧温泉渋沢公園、十和田観光開発各副社長）
- 次男・重行（明治学院大学法学部卒、古牧温泉渋沢公園取締役古牧事業部支配人）
- 三男・敏行（駒澤大学経済学部卒、杉本土地家屋調査士事務所長）
- 四男・義行（東京大学大学院農学系研究科博士課程中退、農学博士（東京大学）、成城大学学長）
- 長女
- 次女
- 三女
- 四女

## 関連書籍
- 笹本一夫、小笠原カオル『挑戦 55歳からの出発・杉本行雄物語』実業之日本社、1994年11月。ISBN 978-4408190495。